# Abertura (fonética)
En fonética, se llama abertura o altura a la amplitud que los órganos fonadores, al producirse una articulación, conceden al paso del aire. Es muy variable (gradual), según los sonidos que se emitan. Se trata de un concepto relativo y se opone al de cerrazón. El término altura hace referencia a la altura del maxilar inferior. De esta manera las vocales altas son las cerradas y las vocales bajas, las abiertas.

## Abertura vocálica
| | Anterior | Semiant. | Central | Semipost. | Posterior |
| Cerrada | \| i • y ɨ • ʉ ɯ • u ɪ̟ • ʏ̟ ɪ • ʏ ɪ̈ • ʊ̈ ɯ̽ • ʊ ɯ̞ • ʊ̠ e • ø ɘ • ɵ ɤ • o e̞ • ø̞ ə • ɵ̞ ɤ̞ • o̞ ɛ • œ ɜ • ɞ ʌ • ɔ æ • œ̞ ɐ • ɞ̞ ʌ̞ • ɔ̞ a • ɶ ɐ̞ • ɶ̠ ɑ • ɒ \| | \| i • y ɨ • ʉ ɯ • u ɪ̟ • ʏ̟ ɪ • ʏ ɪ̈ • ʊ̈ ɯ̽ • ʊ ɯ̞ • ʊ̠ e • ø ɘ • ɵ ɤ • o e̞ • ø̞ ə • ɵ̞ ɤ̞ • o̞ ɛ • œ ɜ • ɞ ʌ • ɔ æ • œ̞ ɐ • ɞ̞ ʌ̞ • ɔ̞ a • ɶ ɐ̞ • ɶ̠ ɑ • ɒ \| | \| i • y ɨ • ʉ ɯ • u ɪ̟ • ʏ̟ ɪ • ʏ ɪ̈ • ʊ̈ ɯ̽ • ʊ ɯ̞ • ʊ̠ e • ø ɘ • ɵ ɤ • o e̞ • ø̞ ə • ɵ̞ ɤ̞ • o̞ ɛ • œ ɜ • ɞ ʌ • ɔ æ • œ̞ ɐ • ɞ̞ ʌ̞ • ɔ̞ a • ɶ ɐ̞ • ɶ̠ ɑ • ɒ \| | \| i • y ɨ • ʉ ɯ • u ɪ̟ • ʏ̟ ɪ • ʏ ɪ̈ • ʊ̈ ɯ̽ • ʊ ɯ̞ • ʊ̠ e • ø ɘ • ɵ ɤ • o e̞ • ø̞ ə • ɵ̞ ɤ̞ • o̞ ɛ • œ ɜ • ɞ ʌ • ɔ æ • œ̞ ɐ • ɞ̞ ʌ̞ • ɔ̞ a • ɶ ɐ̞ • ɶ̠ ɑ • ɒ \| | \| i • y ɨ • ʉ ɯ • u ɪ̟ • ʏ̟ ɪ • ʏ ɪ̈ • ʊ̈ ɯ̽ • ʊ ɯ̞ • ʊ̠ e • ø ɘ • ɵ ɤ • o e̞ • ø̞ ə • ɵ̞ ɤ̞ • o̞ ɛ • œ ɜ • ɞ ʌ • ɔ æ • œ̞ ɐ • ɞ̞ ʌ̞ • ɔ̞ a • ɶ ɐ̞ • ɶ̠ ɑ • ɒ \| |
| Casi cerr. | \| i • y ɨ • ʉ ɯ • u ɪ̟ • ʏ̟ ɪ • ʏ ɪ̈ • ʊ̈ ɯ̽ • ʊ ɯ̞ • ʊ̠ e • ø ɘ • ɵ ɤ • o e̞ • ø̞ ə • ɵ̞ ɤ̞ • o̞ ɛ • œ ɜ • ɞ ʌ • ɔ æ • œ̞ ɐ • ɞ̞ ʌ̞ • ɔ̞ a • ɶ ɐ̞ • ɶ̠ ɑ • ɒ \| | \| i • y ɨ • ʉ ɯ • u ɪ̟ • ʏ̟ ɪ • ʏ ɪ̈ • ʊ̈ ɯ̽ • ʊ ɯ̞ • ʊ̠ e • ø ɘ • ɵ ɤ • o e̞ • ø̞ ə • ɵ̞ ɤ̞ • o̞ ɛ • œ ɜ • ɞ ʌ • ɔ æ • œ̞ ɐ • ɞ̞ ʌ̞ • ɔ̞ a • ɶ ɐ̞ • ɶ̠ ɑ • ɒ \| | \| i • y ɨ • ʉ ɯ • u ɪ̟ • ʏ̟ ɪ • ʏ ɪ̈ • ʊ̈ ɯ̽ • ʊ ɯ̞ • ʊ̠ e • ø ɘ • ɵ ɤ • o e̞ • ø̞ ə • ɵ̞ ɤ̞ • o̞ ɛ • œ ɜ • ɞ ʌ • ɔ æ • œ̞ ɐ • ɞ̞ ʌ̞ • ɔ̞ a • ɶ ɐ̞ • ɶ̠ ɑ • ɒ \| | \| i • y ɨ • ʉ ɯ • u ɪ̟ • ʏ̟ ɪ • ʏ ɪ̈ • ʊ̈ ɯ̽ • ʊ ɯ̞ • ʊ̠ e • ø ɘ • ɵ ɤ • o e̞ • ø̞ ə • ɵ̞ ɤ̞ • o̞ ɛ • œ ɜ • ɞ ʌ • ɔ æ • œ̞ ɐ • ɞ̞ ʌ̞ • ɔ̞ a • ɶ ɐ̞ • ɶ̠ ɑ • ɒ \| | \| i • y ɨ • ʉ ɯ • u ɪ̟ • ʏ̟ ɪ • ʏ ɪ̈ • ʊ̈ ɯ̽ • ʊ ɯ̞ • ʊ̠ e • ø ɘ • ɵ ɤ • o e̞ • ø̞ ə • ɵ̞ ɤ̞ • o̞ ɛ • œ ɜ • ɞ ʌ • ɔ æ • œ̞ ɐ • ɞ̞ ʌ̞ • ɔ̞ a • ɶ ɐ̞ • ɶ̠ ɑ • ɒ \| |
| Semicerr. | \| i • y ɨ • ʉ ɯ • u ɪ̟ • ʏ̟ ɪ • ʏ ɪ̈ • ʊ̈ ɯ̽ • ʊ ɯ̞ • ʊ̠ e • ø ɘ • ɵ ɤ • o e̞ • ø̞ ə • ɵ̞ ɤ̞ • o̞ ɛ • œ ɜ • ɞ ʌ • ɔ æ • œ̞ ɐ • ɞ̞ ʌ̞ • ɔ̞ a • ɶ ɐ̞ • ɶ̠ ɑ • ɒ \| | \| i • y ɨ • ʉ ɯ • u ɪ̟ • ʏ̟ ɪ • ʏ ɪ̈ • ʊ̈ ɯ̽ • ʊ ɯ̞ • ʊ̠ e • ø ɘ • ɵ ɤ • o e̞ • ø̞ ə • ɵ̞ ɤ̞ • o̞ ɛ • œ ɜ • ɞ ʌ • ɔ æ • œ̞ ɐ • ɞ̞ ʌ̞ • ɔ̞ a • ɶ ɐ̞ • ɶ̠ ɑ • ɒ \| | \| i • y ɨ • ʉ ɯ • u ɪ̟ • ʏ̟ ɪ • ʏ ɪ̈ • ʊ̈ ɯ̽ • ʊ ɯ̞ • ʊ̠ e • ø ɘ • ɵ ɤ • o e̞ • ø̞ ə • ɵ̞ ɤ̞ • o̞ ɛ • œ ɜ • ɞ ʌ • ɔ æ • œ̞ ɐ • ɞ̞ ʌ̞ • ɔ̞ a • ɶ ɐ̞ • ɶ̠ ɑ • ɒ \| | \| i • y ɨ • ʉ ɯ • u ɪ̟ • ʏ̟ ɪ • ʏ ɪ̈ • ʊ̈ ɯ̽ • ʊ ɯ̞ • ʊ̠ e • ø ɘ • ɵ ɤ • o e̞ • ø̞ ə • ɵ̞ ɤ̞ • o̞ ɛ • œ ɜ • ɞ ʌ • ɔ æ • œ̞ ɐ • ɞ̞ ʌ̞ • ɔ̞ a • ɶ ɐ̞ • ɶ̠ ɑ • ɒ \| | \| i • y ɨ • ʉ ɯ • u ɪ̟ • ʏ̟ ɪ • ʏ ɪ̈ • ʊ̈ ɯ̽ • ʊ ɯ̞ • ʊ̠ e • ø ɘ • ɵ ɤ • o e̞ • ø̞ ə • ɵ̞ ɤ̞ • o̞ ɛ • œ ɜ • ɞ ʌ • ɔ æ • œ̞ ɐ • ɞ̞ ʌ̞ • ɔ̞ a • ɶ ɐ̞ • ɶ̠ ɑ • ɒ \| |
| Media | \| i • y ɨ • ʉ ɯ • u ɪ̟ • ʏ̟ ɪ • ʏ ɪ̈ • ʊ̈ ɯ̽ • ʊ ɯ̞ • ʊ̠ e • ø ɘ • ɵ ɤ • o e̞ • ø̞ ə • ɵ̞ ɤ̞ • o̞ ɛ • œ ɜ • ɞ ʌ • ɔ æ • œ̞ ɐ • ɞ̞ ʌ̞ • ɔ̞ a • ɶ ɐ̞ • ɶ̠ ɑ • ɒ \| | \| i • y ɨ • ʉ ɯ • u ɪ̟ • ʏ̟ ɪ • ʏ ɪ̈ • ʊ̈ ɯ̽ • ʊ ɯ̞ • ʊ̠ e • ø ɘ • ɵ ɤ • o e̞ • ø̞ ə • ɵ̞ ɤ̞ • o̞ ɛ • œ ɜ • ɞ ʌ • ɔ æ • œ̞ ɐ • ɞ̞ ʌ̞ • ɔ̞ a • ɶ ɐ̞ • ɶ̠ ɑ • ɒ \| | \| i • y ɨ • ʉ ɯ • u ɪ̟ • ʏ̟ ɪ • ʏ ɪ̈ • ʊ̈ ɯ̽ • ʊ ɯ̞ • ʊ̠ e • ø ɘ • ɵ ɤ • o e̞ • ø̞ ə • ɵ̞ ɤ̞ • o̞ ɛ • œ ɜ • ɞ ʌ • ɔ æ • œ̞ ɐ • ɞ̞ ʌ̞ • ɔ̞ a • ɶ ɐ̞ • ɶ̠ ɑ • ɒ \| | \| i • y ɨ • ʉ ɯ • u ɪ̟ • ʏ̟ ɪ • ʏ ɪ̈ • ʊ̈ ɯ̽ • ʊ ɯ̞ • ʊ̠ e • ø ɘ • ɵ ɤ • o e̞ • ø̞ ə • ɵ̞ ɤ̞ • o̞ ɛ • œ ɜ • ɞ ʌ • ɔ æ • œ̞ ɐ • ɞ̞ ʌ̞ • ɔ̞ a • ɶ ɐ̞ • ɶ̠ ɑ • ɒ \| | \| i • y ɨ • ʉ ɯ • u ɪ̟ • ʏ̟ ɪ • ʏ ɪ̈ • ʊ̈ ɯ̽ • ʊ ɯ̞ • ʊ̠ e • ø ɘ • ɵ ɤ • o e̞ • ø̞ ə • ɵ̞ ɤ̞ • o̞ ɛ • œ ɜ • ɞ ʌ • ɔ æ • œ̞ ɐ • ɞ̞ ʌ̞ • ɔ̞ a • ɶ ɐ̞ • ɶ̠ ɑ • ɒ \| |
| Semiab. | \| i • y ɨ • ʉ ɯ • u ɪ̟ • ʏ̟ ɪ • ʏ ɪ̈ • ʊ̈ ɯ̽ • ʊ ɯ̞ • ʊ̠ e • ø ɘ • ɵ ɤ • o e̞ • ø̞ ə • ɵ̞ ɤ̞ • o̞ ɛ • œ ɜ • ɞ ʌ • ɔ æ • œ̞ ɐ • ɞ̞ ʌ̞ • ɔ̞ a • ɶ ɐ̞ • ɶ̠ ɑ • ɒ \| | \| i • y ɨ • ʉ ɯ • u ɪ̟ • ʏ̟ ɪ • ʏ ɪ̈ • ʊ̈ ɯ̽ • ʊ ɯ̞ • ʊ̠ e • ø ɘ • ɵ ɤ • o e̞ • ø̞ ə • ɵ̞ ɤ̞ • o̞ ɛ • œ ɜ • ɞ ʌ • ɔ æ • œ̞ ɐ • ɞ̞ ʌ̞ • ɔ̞ a • ɶ ɐ̞ • ɶ̠ ɑ • ɒ \| | \| i • y ɨ • ʉ ɯ • u ɪ̟ • ʏ̟ ɪ • ʏ ɪ̈ • ʊ̈ ɯ̽ • ʊ ɯ̞ • ʊ̠ e • ø ɘ • ɵ ɤ • o e̞ • ø̞ ə • ɵ̞ ɤ̞ • o̞ ɛ • œ ɜ • ɞ ʌ • ɔ æ • œ̞ ɐ • ɞ̞ ʌ̞ • ɔ̞ a • ɶ ɐ̞ • ɶ̠ ɑ • ɒ \| | \| i • y ɨ • ʉ ɯ • u ɪ̟ • ʏ̟ ɪ • ʏ ɪ̈ • ʊ̈ ɯ̽ • ʊ ɯ̞ • ʊ̠ e • ø ɘ • ɵ ɤ • o e̞ • ø̞ ə • ɵ̞ ɤ̞ • o̞ ɛ • œ ɜ • ɞ ʌ • ɔ æ • œ̞ ɐ • ɞ̞ ʌ̞ • ɔ̞ a • ɶ ɐ̞ • ɶ̠ ɑ • ɒ \| | \| i • y ɨ • ʉ ɯ • u ɪ̟ • ʏ̟ ɪ • ʏ ɪ̈ • ʊ̈ ɯ̽ • ʊ ɯ̞ • ʊ̠ e • ø ɘ • ɵ ɤ • o e̞ • ø̞ ə • ɵ̞ ɤ̞ • o̞ ɛ • œ ɜ • ɞ ʌ • ɔ æ • œ̞ ɐ • ɞ̞ ʌ̞ • ɔ̞ a • ɶ ɐ̞ • ɶ̠ ɑ • ɒ \| |
| Casi ab. | \| i • y ɨ • ʉ ɯ • u ɪ̟ • ʏ̟ ɪ • ʏ ɪ̈ • ʊ̈ ɯ̽ • ʊ ɯ̞ • ʊ̠ e • ø ɘ • ɵ ɤ • o e̞ • ø̞ ə • ɵ̞ ɤ̞ • o̞ ɛ • œ ɜ • ɞ ʌ • ɔ æ • œ̞ ɐ • ɞ̞ ʌ̞ • ɔ̞ a • ɶ ɐ̞ • ɶ̠ ɑ • ɒ \| | \| i • y ɨ • ʉ ɯ • u ɪ̟ • ʏ̟ ɪ • ʏ ɪ̈ • ʊ̈ ɯ̽ • ʊ ɯ̞ • ʊ̠ e • ø ɘ • ɵ ɤ • o e̞ • ø̞ ə • ɵ̞ ɤ̞ • o̞ ɛ • œ ɜ • ɞ ʌ • ɔ æ • œ̞ ɐ • ɞ̞ ʌ̞ • ɔ̞ a • ɶ ɐ̞ • ɶ̠ ɑ • ɒ \| | \| i • y ɨ • ʉ ɯ • u ɪ̟ • ʏ̟ ɪ • ʏ ɪ̈ • ʊ̈ ɯ̽ • ʊ ɯ̞ • ʊ̠ e • ø ɘ • ɵ ɤ • o e̞ • ø̞ ə • ɵ̞ ɤ̞ • o̞ ɛ • œ ɜ • ɞ ʌ • ɔ æ • œ̞ ɐ • ɞ̞ ʌ̞ • ɔ̞ a • ɶ ɐ̞ • ɶ̠ ɑ • ɒ \| | \| i • y ɨ • ʉ ɯ • u ɪ̟ • ʏ̟ ɪ • ʏ ɪ̈ • ʊ̈ ɯ̽ • ʊ ɯ̞ • ʊ̠ e • ø ɘ • ɵ ɤ • o e̞ • ø̞ ə • ɵ̞ ɤ̞ • o̞ ɛ • œ ɜ • ɞ ʌ • ɔ æ • œ̞ ɐ • ɞ̞ ʌ̞ • ɔ̞ a • ɶ ɐ̞ • ɶ̠ ɑ • ɒ \| | \| i • y ɨ • ʉ ɯ • u ɪ̟ • ʏ̟ ɪ • ʏ ɪ̈ • ʊ̈ ɯ̽ • ʊ ɯ̞ • ʊ̠ e • ø ɘ • ɵ ɤ • o e̞ • ø̞ ə • ɵ̞ ɤ̞ • o̞ ɛ • œ ɜ • ɞ ʌ • ɔ æ • œ̞ ɐ • ɞ̞ ʌ̞ • ɔ̞ a • ɶ ɐ̞ • ɶ̠ ɑ • ɒ \| |
| Abierta | \| i • y ɨ • ʉ ɯ • u ɪ̟ • ʏ̟ ɪ • ʏ ɪ̈ • ʊ̈ ɯ̽ • ʊ ɯ̞ • ʊ̠ e • ø ɘ • ɵ ɤ • o e̞ • ø̞ ə • ɵ̞ ɤ̞ • o̞ ɛ • œ ɜ • ɞ ʌ • ɔ æ • œ̞ ɐ • ɞ̞ ʌ̞ • ɔ̞ a • ɶ ɐ̞ • ɶ̠ ɑ • ɒ \| | \| i • y ɨ • ʉ ɯ • u ɪ̟ • ʏ̟ ɪ • ʏ ɪ̈ • ʊ̈ ɯ̽ • ʊ ɯ̞ • ʊ̠ e • ø ɘ • ɵ ɤ • o e̞ • ø̞ ə • ɵ̞ ɤ̞ • o̞ ɛ • œ ɜ • ɞ ʌ • ɔ æ • œ̞ ɐ • ɞ̞ ʌ̞ • ɔ̞ a • ɶ ɐ̞ • ɶ̠ ɑ • ɒ \| | \| i • y ɨ • ʉ ɯ • u ɪ̟ • ʏ̟ ɪ • ʏ ɪ̈ • ʊ̈ ɯ̽ • ʊ ɯ̞ • ʊ̠ e • ø ɘ • ɵ ɤ • o e̞ • ø̞ ə • ɵ̞ ɤ̞ • o̞ ɛ • œ ɜ • ɞ ʌ • ɔ æ • œ̞ ɐ • ɞ̞ ʌ̞ • ɔ̞ a • ɶ ɐ̞ • ɶ̠ ɑ • ɒ \| | \| i • y ɨ • ʉ ɯ • u ɪ̟ • ʏ̟ ɪ • ʏ ɪ̈ • ʊ̈ ɯ̽ • ʊ ɯ̞ • ʊ̠ e • ø ɘ • ɵ ɤ • o e̞ • ø̞ ə • ɵ̞ ɤ̞ • o̞ ɛ • œ ɜ • ɞ ʌ • ɔ æ • œ̞ ɐ • ɞ̞ ʌ̞ • ɔ̞ a • ɶ ɐ̞ • ɶ̠ ɑ • ɒ \| | \| i • y ɨ • ʉ ɯ • u ɪ̟ • ʏ̟ ɪ • ʏ ɪ̈ • ʊ̈ ɯ̽ • ʊ ɯ̞ • ʊ̠ e • ø ɘ • ɵ ɤ • o e̞ • ø̞ ə • ɵ̞ ɤ̞ • o̞ ɛ • œ ɜ • ɞ ʌ • ɔ æ • œ̞ ɐ • ɞ̞ ʌ̞ • ɔ̞ a • ɶ ɐ̞ • ɶ̠ ɑ • ɒ \| |
| i • y ɨ • ʉ ɯ • u ɪ̟ • ʏ̟ ɪ • ʏ ɪ̈ • ʊ̈ ɯ̽ • ʊ ɯ̞ • ʊ̠ e • ø ɘ • ɵ ɤ • o e̞ • ø̞ ə • ɵ̞ ɤ̞ • o̞ ɛ • œ ɜ • ɞ ʌ • ɔ æ • œ̞ ɐ • ɞ̞ ʌ̞ • ɔ̞ a • ɶ ɐ̞ • ɶ̠ ɑ • ɒ | | | | | |

El grado de abertura es mucho mayor en las vocales, que son pronunciadas sin que los órganos fonadores se interpongan. En castellano la mayor abertura corresponde a la vocal a, mientras que la mínima a la i. La abertura, unida a la posición de la lengua forma el sistema vocálico.
| Abertura vocálica en español |       |
| ---------------------------- | ----- |
| Abertura mínima              | i / u |
| Abertura media               | e / o |
| Abertura máxima              | a     |

Acústicamente, la abertura se caracteriza en el primer formante, que se sitúa en frecuencias más altas cuanto más abierta sea la vocal.

## Abertura consonántica
La abertura no es un rasgo distintivo en el caso de las consonantes, por lo que no ha de ser tenida en cuenta.